# Mögelhund
Mögelhundar är arbetande brukshundar som tränats att med luktsinnet söka efter dolda mögelangrepp och markera dessa. De används i näringsverksamhet för besiktning av byggnader. Hundens uppgift är att visa var mögel sannolikt förekommer, så att prover kan tas.
Utbildningen liknar den för narkotikahundar, men ingen officiell certifiering finns. Att en mögelhund kallas diplomerad är inget kvalitetsbevis. Det finns fall av oseriös utbildning av mögelhundar.
Sökhundar med liknande utbildning och användning är kvicksilverhundar, PCB-hundar och röthundar. De två förstnämnda används för att indikera förekomst av kvicksilver respektive polyklorerade bifenyler. Röthundar har använts av el- och teleföretag för att inspektera stolpar. En samlingsbeteckning för dessa sorters hundar är besiktningshundar.